# Ryūnosuke Kusaka
Pour les articles homonymes, voir Kusaka.
Ryūnosuke Kusaka (草鹿龍之介, Kusaka Ryūnosuke, 25 septembre 1893 - 23 novembre 1971), a été vice-amiral dans la Marine impériale japonaise pendant la guerre du Pacifique. Il a principalement exercé des fonctions importantes au sein des états-majors, celui de la 1re faérienne puis de la 3e flotte, comme chef d'état-major du vice-amiral Nagumo, d'avril 1941 à novembre 1942, et de la flotte combinée, comme chef d'état-major de l'amiral Toyoda, de mai 1944 à juin 1945. Le vice-amiral Jinichi Kusaka était son cousin.

## Carrière

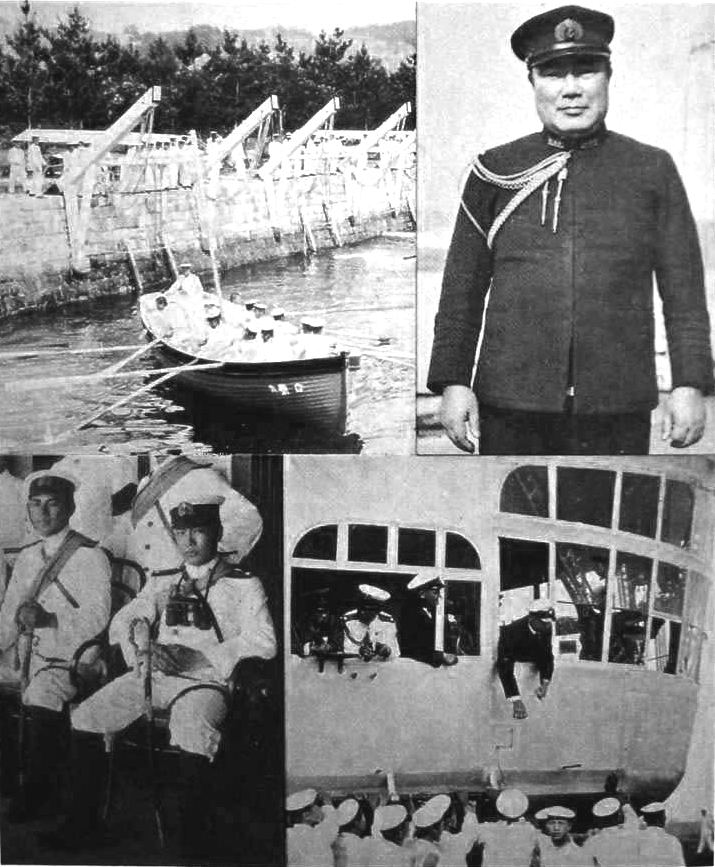
Photos avec Ryūnosuke Kusaka

Né à Tokyo en 1893, fils d'un directeur du zaibatsu Sumitomo, Kusaka est inscrit sur les registres familiaux comme un natif de la préfecture d'Ishikawa : il ira à l'école à Osaka.

### Avant la guerre du Pacifique
Diplômé de la 41e promotion de l'Académie navale impériale du Japon, classé 14e sur 118, en 1913, comme midship (Shōi Kōhosei) il embarque sur le croiseur cuirassé Azuma et le croiseur protégé Otowa. Comme enseigne de vaisseau (Shōi et Chūi) de 1914 à 1919, il sert sur le cuirassé Kawachi, le croiseur cuirassé Yakumo et le croiseur de bataille Kongō. Après avoir suivi les cours de l'École de torpillage et de l'École de canonnage, il sert sur le destroyer de 2e classe Kuwa. Promu lieutenant de vaisseau (Daii), le 1er décembre 1919, il se perfectionne à l'École de canonnage, puis il est officier chargé de suivre l'équipement du cuirassé Mutsu. Il embarque ensuite sur le destroyer Susuki, le navire-atelier Kantō, et le cuirassé Yamashiro. Promu capitaine de corvette (Shōsa), en 1925, il suit les cours de la 24e session de l'École de guerre navale. Il se spécialise dans l'aviation navale, et sert comme commandant d'un groupe de chasseurs de l'aéronautique navale basé à l'école de pilotage de Kasumigaura, où il est instructeur, ainsi qu'à l'École de guerre navale. En 1927-1928, il est affecté à l'État-Major général de la Marine, et en 1928-29, il fait un voyage aux États-Unis. Promu capitaine de frégate (Chūsa), en 1930, il rejoint l'état-major de la 1re Escadre Aérienne, puis est attaché à l'État-Major général et au ministère de la Marine. Le 1er septembre 1933, il est nommé commandant en second du croiseur protégé Iwate. Après avoir été promu capitaine de vaisseau (Daisa), en novembre 1934, il est, pendant deux ans, chef de la 1re section du bureau de l'Administration du commandement de l'aéronautique navale. Le 16 novembre 1936, il reçoit le commandement du porte-avions Hōshō, avec lequel il conduit des opérations dans la région de Shangaï, au début de la seconde guerre sino-japonaise. D'octobre 1937 à novembre 1939, il est affecté à l'état-major de la 3e flotte , puis à l'État-Major général de la Marine, où il est chef de la 1re section du 1er bureau. Le 15 novembre 1939, il prend le commandement du grand porte-avions Akagi,.
Promu contre-amiral, le 15 novembre 1940, il commande la 24e flottille aéronavale, avant de devenir chef d'État-major de la 1re flotte aérienne (qui fait partie du Kidō Butai), sous les ordres du vice-amiral Nagumo, en avril 1941. Il participe à la mise au point stratégique et tactique de l'attaque de Pearl Harbor, dont il critique le principe, mais s'incline devant la détermination de l'amiral Yamamoto, et insiste pour que six porte-avions y soient engagés.

### Pendant la guerre du Pacifique

#### Chef d'état-major du vice-amiral Nagumo (1941-1942)
Devant Pearl Harbor, le 7 décembre 1941, au vu des résultats obtenus contre les cuirassés américains, et alors que n'ont pas été repérés les porte-avions américains, le contre-amiral Kusaka préconise fortement au vice-amiral Nagumo de ne pas lancer une troisième attaque et de remettre le cap sur le Japon.

Les mouvements des flottes américaine et japonaise et les attaques aériennes le 4 juin 1942.

À la bataille de Midway, alors que la concentration des forces qui a fait merveille à Pearl Harbor fait cruellement défaut, il n'organise pas les reconnaissances multiples qui auraient permis de localiser les forces aéronavales américaines. Lorsque la question se pose de savoir quand il faut aller attaquer les porte-avions américains qui ont été signalés, il est en désaccord avec le contre-amiral Yamaguchi qui préconise une attaque immédiate, et conseille au vice-amiral Nagumo d'attendre de disposer d'une escorte de chasseurs suffisante. C'est son point de vue qui l'emporte. Après la défaite, il persuade le commandant en chef de la 1re flotte aérienne et les officiers supérieurs de ne pas se suicider.
Lorsqu'en juillet, la 1re flotte aérienne est dissoute, il reste avec le vice-amiral Nagumo, lorsque celui-ci reçoit le commandement d'une 3e flotte recréée, et est donc présent au début de la campagne de Guadalcanal, aux batailles des Salomon orientales à la fin août, et des îles Santa Cruz, à la fin octobre. Mais lorsqu'en novembre, le vice amiral Ozawa prend la suite du vice-amiral Nagumo, le contre-amiral Kusaka est nommé au commandement du groupement aérien de Yokosuka.
Après un an à ce poste à terre au Japon, il est nommé, le 28 novembre 1943, chef d'état-major du commandant en chef de la flotte de la zone sud-est, le vice-amiral Jinichi Kusaka, son cousin et aîné de quatre ans. La flotte de la zone sud-est a été créée à la fin décembre 1942, mais onze mois plus tard, après la campagne des îles Salomon, Rabaul, où se trouve le QG de la zone, ainsi que celui de la 11e flotte aérienne qui lui est rattachée, n'est plus qu'une « forteresse assiégée », qui a perdu tout rôle opérationnel.
Le 31 mars 1944, l'amiral Koga, commandant en chef de la flotte combinée, disparait dans un accident d'avion, et son chef d'état-major, le vice-amiral Fukudome qui l'accompagnait est fait prisonnier par des guérilleros philippins. Le 6 avril, le contre-amiral Ryunosuke Kusaka est appelé à remplacer le vice-amiral Fukudome, et le 1er mai, il est promu vice-amiral. Le 3 mai, l'amiral Toyoda succède à l'amiral Koga.

#### Chef d'état-major de l'amiral Toyoda (1944-1945)
De mai à décembre 1944, l'amiral Toyoda étant commandant en chef de la flotte combinée, l'activité de son état-major a été orientée vers la mise en œuvre du plan A-Gô de défense des îles Mariannes, puis la conception et la mise en œuvre du plan Sho-Gô de défense des Philippines.

##### Le plan A-Gō pour la défense des îles Mariannes
Une semaine après que l'amiral Toyoda a pris sa nouvelle fonction, la totalité de la 1re flotte mobile, la nouvelle grande unité opérationnelle que commande le vice-amiral Ozawa et qui comprend neuf porte-avions, cinq cuirassés, dix croiseurs lourds, deux croiseurs légers se trouve rassemblée au mouillage de Tawi-Tawi en mer de Sulu, à l'extrémité sud-ouest de l'archipel philippin.

À l'attaque des îles Mariannes, l'amiral Spruances a combiné une stratégie offensive contre les bases aériennes japonaises et une tactique défensive contre l'aviation embarquée, qui ont mis en échec le Plan A-Gō

Jamais la Marine impériale japonaise n'a auparavant disposé d'autant de porte-avions dans une même grande unité : au moment de Midway, les forces aéronavales étaient dispersées entre la 1re flotte aérienne, dans le Pacifique central et les forces opérant séparément dans le secteur des îles Aléoutiennes. La nouvelle organisation des forces navales, décidée en mars 1944, intègre mieux les porte-avions, les cuirassés et les grands croiseurs au lieu de les séparer en flottes distinctes. De nouvelles unités ont rejoint la flotte, les porte-avions légers de la classe Chitose, et le grand porte-avions « blindé » Taihō. De nouveaux appareils sont entrés en service, le bombardier en piqué D4Y « Judy », le bombardier-torpilleur B6N « Jill », et le chasseur « Zero » Type 52, dont les performances sont tout à fait honorables, mais ils arrivent trop tard, dans le courant de 1944, et en trop petit nombre,. À partir de la fin octobre 1944, ces appareils, on le verra plus loin, ont donc été souvent utilisés pour des attaques-suicides.
À la mi-mai, les troupes du général MacArthur, qui progressent sur la côte nord de la Nouvelle-Guinée ont débarqué sur l'île de Biak, à l'extrémité nord-ouest de cette grande île. Or Biak fait partie de la « zone de Défense nationale absolue », concept défini par le Haut Commandement japonais, à l'automne 1943, selon lequel les Îles Kouriles, les Îles Bonin (dont fait partie Iwo Jima), les Îles Mariannes, les Îles Carolines, l'île de Biak, les îles de la Sonde et la Birmanie constituent autant de porte-avions insubmersibles. Aussi l'amiral Toyoda décide d'y envoyer en renfort (opération Kon (en)) la 1re division de cuirassés (les Yamato et Musashi), aux ordres du vice-amiral Ugaki et les deux croiseurs de la 5e division du contre-amiral Hashimoto. Mais avant même que ceux-ci soient parvenus à pied d'œuvre, l'amiral Toyoda leur intime l'ordre de rallier la 1re flotte mobile, qu'il a fait appareiller de Tawi-Tawi, dans le cadre du plan A-Gō de défense des îles Mariannes, pour aller affronter la Ve flotte américaine de l'amiral Spruance.
L'idée de manœuvre est d'attaquer les forces américaines en profitant des vents d'ouest dominants et du rayon d'action supérieur des appareils japonais, plus légers (mais moins bien protégés) que les appareils américains. Le haut-commandement japonais compte bien que les forces américaines auront été préalablement amoindries par l'aviation japonaise basée à terre, à partir des terrains des îles Mariannes, voire venant du Japon, en faisant escale aux îles Bonnin. Une nouvelle 1re flotte aérienne, aux ordres du vice-amiral Kakuta, dont le QG est à Tinian, avait été créée dans ce but, dès le 1er juillet 1943. Elle a été rattachée à une nouvelle Zone du Pacifique central, dont le commandement en chef a été confiée début mars 1944 au vice-amiral Nagumo, dont le QG est à Saipan.
Mais la Ve flotte américaine compte presque deux fois plus de porte-avions (sept porte-avions d'escadre (en anglais : fleet carriers), huit porte-avions légers) et d'avions, de cuirassés, aussi bien modernes qu'anciens, de croiseurs et de destroyers que la 1re flotte mobile japonaise, les appareils embarqués américains, en particulier les chasseurs « Hellcats », sont supérieurs à leurs adversaires japonais, et surtout les équipages des appareils embarqués et le personnel de pont sont mieux formés,,.
L'aviation embarquée américaine frappe les premiers coups en attaquant les aérodromes des îles Mariannes (Saipan, Tinian, Rota et Guam), dès le 11 juin, Iwo Jima et Chichi Jima du 14 au 16 juin. La 1re flotte aérienne du vice-amiral Kakuta se trouve dans l'incapacité de remplir sa mission, mais l'amiral minimise ses pertes et affabule sur celles qu'il aurait infligées. Ainsi égaré, le vice-amiral Ozawa opte pour une tactique offensive contre un ennemi plus puissant que lui, indemne, et qui met en œuvre, aux ordres de l'amiral Spruance, une tactique résolument défensive. Il en résulte ce que les marins américains surnomment le “grand tir aux dindons des Mariannes”, qui va saigner à blanc l'aviation navale embarquée japonaise,.

##### Le plan Sho-Gō pour la défense des Philippines
Après la conquête des îles Mariannes, qui s'achève en août, une crise ministérielle éclate au Japon : le Premier ministre, le général Tōjō, est remplacé par le général Koiso, l'amiral Yonai devient ministre de la Marine à la place de l'amiral Shimada et l'amiral Oikawa est appelé à occuper le poste de chef d'État-major général de la Marine. Mais la grande affaire à l'état-major de la flotte combinée a été la préparation du Plan Sho-Gō (Victoire), qui devait comporter plusieurs variantes, selon que la prochaine offensive majeure américaine viserait les Philippines, Formose, les Îles Ryūkyū, dont fait partie Okinawa, ou Kyūshū. L'idée de manœuvre était simple, lancer la totalité des forces de la Marine impériale japonaise contre les forces de couverture éloignée d'un débarquement, pour aller ensuite détruire les forces amphibies devant les plages de débarquement. L'idéal eût été que toutes les forces puissent être rassemblées en un même point, par exemple en mer Intérieure, comme cela avait été le cas à Tawi-Tawi. Mais, après la bataille de la mer des Philippines, les cuirassés et les croiseurs sont retournés au mouillage des îles Lingga, tandis que les porte-avions sont rentrés au Japon. Cela s'expliquait par un approvisionnement plus facile en carburant, à partir des ressources pétrolières de Bornéo, en ce qui concernait les cuirassés et les grands croiseurs, et par la nécessité de reconstituer les groupes aériens des porte-avions, en appareils et encore plus en personnels, ce qui ne pouvait se faire qu'au Japon. En juillet, dans ce but de concentration des forces, les croiseurs de la 5e flotte, aux ordres du vice-amiral Shima, qui n'avaient pas participé à la bataille de la mer des Philippines, et étaient basés à Ōminato au nord d'Honshū, ont rejoint Kure.
Une nouvelle organisation des forces navales japonaises, mise au point en août, aboutissait à la constitution d'une force de frappe aux ordres du vice-amiral Ozawa. Celle-ci comprenait :

- un corps principal, aux ordres directs du vice-amiral Ozawa, qui réunissait

1. une Force « A », avec tous les porte-avions opérationnels constituant la 3e division de porte-avions et le croiseur lourd Mogami, elle aussi aux ordres directs du vice-amiral Ozawa
2. et une Force d'attaque de diversion no 2, aux ordres du vice-amiral Shima constituée de la 5e flotte, et d'une nouvelle 4e division de porte-avions, c'est-à-dire les deux cuirassés hybrides de porte-avions de la classe Ise,

- une Force d'attaque de diversion no 1, aux ordres du vice-amiral Kurita, qui correspondait à la Force qu'il avait commandée en mer des Philippines, sans les porte-avions, mais renforcée du Nagato et de la 2e division de cuirassés (les Yamashiro et Fuso), aux ordres du vice-amiral Nishimura[28].

Mais, au-delà des noms donnés aux différentes formations, il est clair que la véritable « force de frappe » n'est pas le corps principal, en raison de l'extrême faiblesse de l'aviation embarquée, mais la Force d'attaque de diversion no 1.
Pour ce qui était de préciser le lieu de la prochaine attaque américaine, les Japonais en étaient d'autant moins capables que le débat, au début de l'été 1944, n'était pas tranché entre, d'un côté le général MacArthur qui souhaitait débarquer aux Philippines pour tenir la promesse qu'il avait faite en 1942, « I shall return », ce qu'appuyait son supérieur le général Marshall, chef d'état-major de l'armée de terre des États-Unis, et de l'autre l'amiral Nimitz que soutenait l'amiral King, chef d'état-major de la marine des États-Unis, qui souhaitait un débarquement à Formose. L'affaire doit être portée devant le président Franklin Roosevelt, à la fin de juillet, ce qui aboutit au choix d'un débarquement aux Philippines, sous le commandement du général MacArthur, mais sous la protection de la flotte du Pacifique, aux ordres de l'amiral Nimitz,.
À la mi-septembre eurent lieu plusieurs débarquements américains, dans les Carolines occidentales (opération Stalemate), à Peleliu, Angaur, et Ulithi, menés par la IIIe flotte, et dans les Moluques, à Morotai, par les forces du général MacArthur. Peleliu est à 800 km à l'est de Mindanao, Morotai à moins de 500 km au sud-ouest de Mindanao, les choses se clarifient pour les Japonais, les Philippines sont le prochain objectif des forces américaines.
Or l'amiral Toyoda est convaincu que la perte des Philippines signifierait la fin de la guerre navale pour le Japon, car les liens seraient coupés entre l'Empire et les territoires du Sud-Est asiatique. Les forces stationnées au Japon n'auraient plus de carburant pour prendre la mer, les forces opérant dans le sud ne bénéficieraient plus de capacités suffisantes en termes de réparations ou d'approvisionnement en munitions : « Sauver la Flotte au prix de la perte des Philippines n'aurait aucun sens ». Le vice-amiral Kurita est du même avis : « Les Philippines étaient vitales pour la continuation de la guerre ». Quant à l'amiral Kusaka, il écrit, au sujet de la force navale à laquelle a été confiée la mission du plan Sho Gō, « Elle peut être appelée notre dernière ligne de défense de la métropole ». Le haut commandement japonais estime cependant que l'attaque principale contre les Philippines se fera vers novembre-décembre, ce qui laisse encore quelques mois pour la reconstitution des groupes aériens des porte-avions. C'est d'ailleurs ce que prévoient aussi les états-majors américains avec un débarquement à Mindoro en novembre, à Leyte en décembre.
Les bombardements préparatoires depuis les porte-avions rapides de la IIIe flotte commencent sur les terrains d'aviation de Mindanao et des Visayas, dès le 10 septembre, et très vite l'amiral Halsey est convaincu de la faiblesse des positions japonaises. Il propose de sauter les étapes et de débarquer à Leyte dès la fin octobre. Sa proposition est retenue en urgence à la conférence inter-alliée de Québec, et les plans américains sont aussitôt bouleversés en conséquence.
Du côté japonais, le vice-amiral Ozawa, en octobre, prévient l'amiral Toyoda que l'avancement de la formation des nouveaux personnels de l'aviation embarquée ne permet pas d'assurer, à court terme, la couverture aérienne des grands bâtiments de surface. Il propose donc que le corps principal et la force d'attaque de diversion no 1 opèrent séparément. L'amiral Toyoda accepte. Ce sera donc à l'aviation basée à terre d'assurer la couverture aérienne des forces navales. L'amiral Toyoda demande de surcroît au vice-amiral Ozawa d'envoyer aux Philippines, voire à Formose, 150 pilotes qui n'ont pas encore la capacité d'opérer à partir des porte-avions, mais qui sont bien assez entrainés pour opérer à partir d'aérodromes. C'est cette opération qui dépouille les porte-avions de la plus grande part de leurs groupes aériens qui va conduire à utiliser les porte-avions comme un leurre, destiné à attirer les grands porte-avions américains, pour faciliter l'approche des cuirassés japonais vers les plages de débarquement. Deux autres décisions vont en découler, le Jun'yō et le Ryūhō qui ont réchappé à la bataille de la mer des Philippines ne seront pas engagés en première ligne dans le cadre du plan Sho Gō, les deux cuirassés hybrides de porte-avions de la classe Ise (la 4e division de porte-avions) qui devaient faire partie de la force d'attaque de diversion no 2, sous les ordres du vice-amiral Shima, sont réaffectés à la force « A » du vice-amiral Ozawa et le Mogami qui en faisait partie est réaffecté à la force du vice-amiral Kurita.
La complexité des lignes de commandement, et l'insuffisance, quand ce n'était pas l'impossibilité, des communications, a été un gros handicap pour les forces navales japonaises. Le général Yamashita, commandant des forces de l'armée japonaise aux Philippines, dont le QG était à Manille, n'a été informé des opérations navales prévues dans le golfe de Leyte que dans les grandes lignes et seulement cinq jours avant le début de ces opérations ; le maréchal Terauchi, qui avait autorité sur les forces aériennes qui devaient assurer la couverture des opérations navales, et avait son QG à Saigon, n'a eu aucun contact avec l'amiral Toyoda, à Tokyo. Le chef d'état-major du vice-amiral Ozawa a dû appeler l'état-major de la flotte combinée au téléphone pour régler les conditions d'intervention des porte-avions après qu'ils ont été dépouillés de la majeure partie de leurs groupes aériens, et le vice-amiral Shima a d'abord cru qu'il était seul à devoir attaquer par le sud du golfe de Leyte, c'est-à-dire par le détroit de Surigao, et n'a pu avoir aucun contact avec le vice-amiral Nishimura, qui n'a d'ailleurs reçu ses ordres qu'à Borneo, quatre jours après avoir quitté le mouillage des îles Lingga.
Après une quinzaine de jours, début octobre, de bombardements intensifs et de combats aériens de Luçon à Formose,, où l'amiral Toyoda s'est trouvé bloqué, c'est le vice-amiral Kusaka qui, le 17, a donné le signal de déclenchement du Plan Sho-Gō.

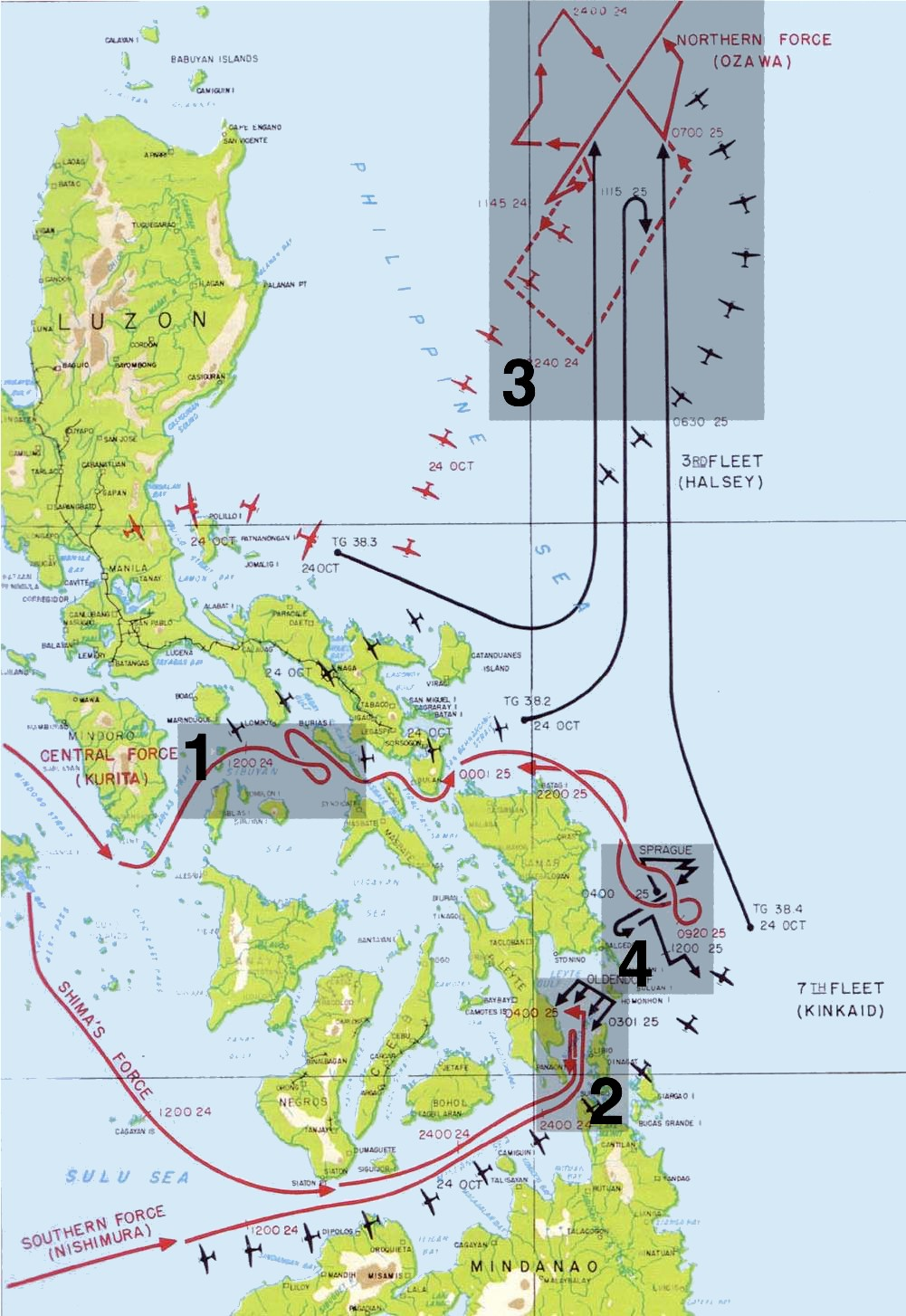
À la bataille du golfe de Leyte, l'approche des forces navales japonaises en mer de Sibuyan (1), dans le détroit de Surigao (2), au cap Engaño (3), au large de Samar (4), a été dans l'ensemble conforme au Plan Sho-Gō

Le vice-amiral Kurita a appareillé le lendemain pour Borneo, avec sept cuirassés et treize croiseurs lourds, et il est arrivé en baie de Brunei, le 20, où il a appris que le débarquement américain avait commencé, le jour même, sur la côte orientale de l'île de Leyte. Il a fait refaire les pleins de carburant, a réuni les commandants des navires, leur a fait part de son intention de gagner le détroit de San-Bernardino par la mer de Sibuyan, et de contourner l'ile de Samar par le nord et l'est pour aller attaquer, le 25 au matin, les forces amphibies américaines jusqu'à Tacloban, au fond du golfe de Leyte. Le vice-amiral Nishimura, avec deux cuirassés, un croiseur lourd et un croiseur léger, devait passer par le détroit de Balabac et la mer de Sulu, pour entrer dans le golfe de Leyte par le sud, c'est-à-dire par le détroit de Surigao, le 25 au matin, lui aussi. Tous ces bâtiments ont quitté Brunei le 22. Le vice-amiral Ozawa, avec un porte-avions d'escadre, trois porte-avions légers, ne portant au total qu'une centaine d'appareils, et les deux cuirassés hybrides de porte-avions, sans aucun appareil embarqué, a quitté la mer Intérieure le 20, pour aller prendre position au nord-est de Luçon, avec mission d'attirer la Task Force 38, ses porte-avions rapides et ses cuirassés, le plus loin possible du détroit de San-Bernardino. Le vice-amiral Shima, qui était sorti de Kure avec deux croiseurs lourds et un croiseur léger le 14 et se trouvait dans le détroit de Formose, devait relâcher dans les îles Calamian le 23, et gagner le détroit de Surigao, et il a appris alors la mission du vice-amiral Nishimura, avec lequel il n'a pu avoir aucun contact.
Le plan Sho-Gō était hétérodoxe, il privilégiait l'action des cuirassés au détriment des porte-avions, mais l'état de l'aviation embarquée japonaise le justifiait ; il était complexe, mettant en œuvre des forces situées dans des bases éloignées, il supposait des coopérations entre les forces à la mer et avec les forces aériennes basées à terre, que ni l'organisation du commandement, ni les communications déficientes ne facilitaient. Et pourtant d'une certaine façon, il a réussi. Le vice-amiral Kurita et sa « force centrale », comme l'ont désignée les Américains, ont franchi dans la nuit du 24 octobre le détroit de San Bernardino, malgré les attaques répétées des porte-avions rapides de la IIIe flotte de l'amiral Halsey en mer de Sibuyan. L'amiral Toyoda y a eu sa part, par un message comminatoire (« Confiante dans l'aide divine, la force entière attaquera ») envoyé le 24 au soir, lorsque le vice-amiral Kurita a eu des velléités de faire demi-tour. Et le 25 au matin, cuirassés et croiseurs japonais ont pu canonner les porte-avions d'escorte de la VIIe flotte au large de Samar tandis que le vice-amiral Ozawa entraînait à la poursuite de ses quatre porte-avions quasiment privés de groupes aériens l'amiral Halsey, avec onze porte-avions et six cuirassés modernes dont la force de frappe était environ dix fois supérieure. Si la bataille du golfe de Leyte a été une indiscutable victoire américaine, c'est, pour une part, en raison des comportements des amiraux japonais. Pour un Jisaburō Ozawa d'une rare ténacité dans son ingrate mission de leurre, Shōji Nishimura a montré une obstination quasi suicidaire dans le détroit de Surigao, et Takeo Kurita a eu d'incroyables atermoiements. Mais on n'aura garde d'oublier l'écrasante disproportion des forces engagées en faveur de l'U.S. Navy (1 316 360 tonnes contre 698 630 tonnes)

##### Leskamikazeet l'opération Ten-Gō
À la fin de la bataille au large de Samar, le 25 octobre, les vice-amiraux Ōnishi et Fukudome, commandants les 1re et 2e flottes aériennes japonaises, basées aux Philippines, sachant la mission de sacrifice de la flotte, ont pensé qu'il leur fallait agir avec autant de détermination et d'esprit de sacrifice et ils ont décidé d'engager la force spéciale d'attaque, plus connue sous l'appellation de Kamikaze. Les porte-avions d'escorte des TU 77.4.1 et 2 qui n'étaient pas sous le feu des navires de surface japonais ont été les premières cibles (USS Sangamon, USS Suwannee, USS Santee, USS Petrof Bay. Puis les porte-avions d'escorte qui affrontaient les cuirassés et croiseurs lourds japonais ont été attaqués à leur tour, et dès 11 h, l'USS St. Lo était si endommagé qu'il fallut l'abandonner. Il a coulé à 11 h 25,.

Opération Ten-Gō : la route de l'escadre japonaise est en rouge et celle des avions américains de la Task Force 58 en bleu.

Selon le vice-amiral Ozawa, interrogé après la guerre « Après cette bataille (du golfe de Leyte), les forces de surface sont devenus strictement des forces auxiliaires, et nous nous sommes appuyés sur les forces terrestres, les forces spéciales d'attaque (les kamikaze) et les forces aériennes. » L'amiral Toyoda est partisan d'une stratégie de défense agressive, utilisant les kamikaze, ce qui est fait lors des débarquements à Luçon et à Iwo Jima. Le vice-amiral Kusaka, fervent bouddhiste, n'est pas favorable aux attaques suicides, mais il a été, pendant la bataille de Saipan, volontaire pour une opération « Y », qui avait été approuvée par le général Tojo, et qui aurait consisté à envoyer le cuirassé Yamashiro attaquer les forces amphibies américaines, et in fine, l'échouer sur la côte de Saipan, pour l'utiliser comme batterie côtière. L'affaire fut abandonnée en raison de la rapidité de la victoire américaine. Lorsque, pendant la préparation de la défense d'Okinawa, l'empereur s'est étonné de la faiblesse de la participation de la Marine impériale, il apparut à l'État-Major de la flotte combinée qu'une telle opération pouvait être envisagée avec le Yamato devant Okinawa, ce fut l'opération Ten-Gō. En fait, il s'agissait d'une mission-suicide, dans la mesure où la dotation prévue en carburant ne devait pas permettre le retour à la base de départ.
Le vice-amiral Ito, qui avait été vice-chef de l'État-Major général de la Marine, et avait succédé au vice-amiral Kurita à la tête de la 2e flotte, ne soutenait pas ce projet, de même que les commandants du croiseur et des huit destroyers qui devaient accompagner le cuirassé. Le vice-amiral Kusaka arriva de Tokyo, le 5 avril soit cinq jours après le débarquement américain pour vaincre ces réticences. Il a expliqué qu'il s'agissait d'attirer l'aviation embarquée américaine pour faciliter l'approche des avions-suicides qui assaillaient les forces américaines, et rappelé que l'opération répondait à une demande de l'empereur. Le lendemain soir, l'escadre japonaise avait appareillé, et le surlendemain en début d'après-midi, le Yamato avait coulé, accablé de 23 bombes et torpilles lancées par plus de 200 bombardiers escortés par 180 chasseurs, du TG 58.1 du contre-amiral Clark et du TG 58.3 du contre-amiral Sherman.
Les attaques suicides ont été particulièrement nombreuses pendant la bataille d'Okinawa, 1 400, soit 50 % des attaques aériennes, très éprouvantes pour les marins américains, et s'il n'y eut pas de grands bâtiments coulés, il y en eut quelques-uns gravement avariés, notamment les navires amiraux de l'amiral Spruance et du vice-amiral Mitscher, et les pertes les plus nombreuses ont été celles des destroyers déployés en piquets-radar. La Marine impériale japonaise a pris sa part dans ces opérations, avec l'aviation navale basée à terre, renforcée par les bombardiers et les chasseurs rescapés des groupes aériens des porte-avions, au sein de la 1re flotte aérienne aux ordres du vice-amiral Onishi, puis du vice-amiral Shima à partir du 10 mai 1945, ou de la 5e flotte aérienne aux ordres du vice-amiral Ugaki.
Le 25 avril 1945, la fonction de commandant en chef de la Marine impériale a été créée, et a été confiée à l'amiral Toyoda. Le vice-amiral Kusaka en est devenu le chef d'état-major. Le 25 mai, l'amiral Oikawa étant démissionnaire, l'amiral Toyoda lui a succédé comme chef de l'État-Major général de la Marine, avec le vice-amiral Onishi comme vice-chef d'état-major, et le vice-amiral Ozawa a été nommé commandant en chef de la flotte combinée et commandant en chef de la Marine impériale. Le vice-amiral Kusaka a quitté ses fonctions de chef d'état-major de ces deux commandements le 24 juin. Le vice-amiral Ugaki ayant été tué dans une ultime mission-suicide qu'il avait organisée après que l'empereur eut accepté la capitulation de l'empire du Japon le 15 août, le vice-amiral Kusaka a été nommé à la tête de la 5e flotte aérienne, le 17 août, alors que la guerre était finie.
Ryūnosuke Kusaka est décédé en 1971, à 78 ans. Il a été incarné par l'acteur Pat Morita en 1976, dans le film La Bataille de Midway, par Tatsuya Mihashi en 1981 dans le film japonais Rengo Kantai, et par Ryūzō Hayashi (ja) en 2005 dans Otokotachi no Yamato.